# Hanfsaft

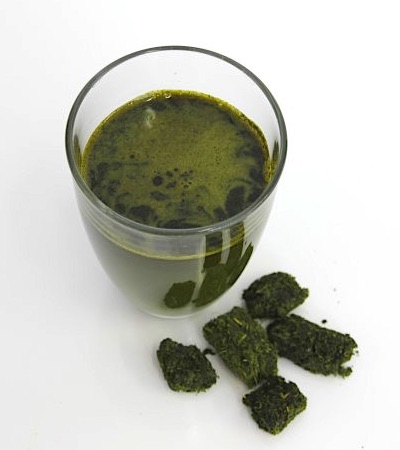
Hanfsaft mit Pressresten

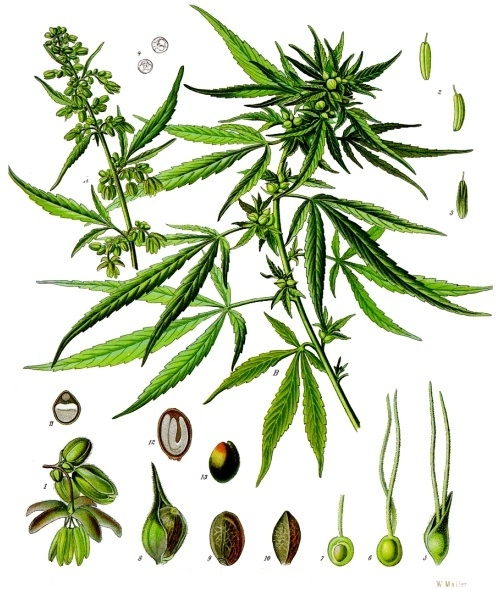
Cannabis sativa

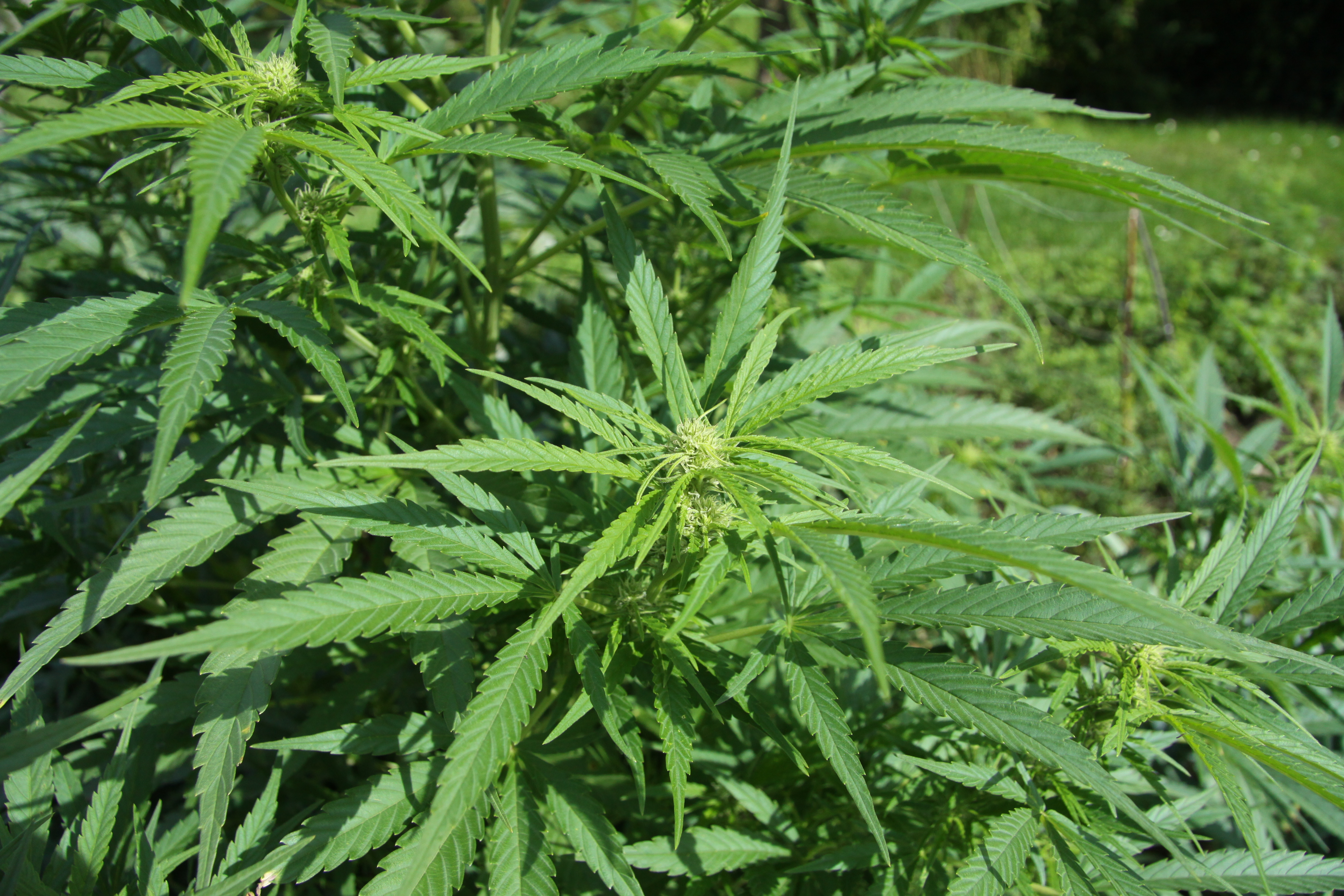
Nutzhanfpflanze (Cannabis sativa)

Hanfsaft ist ein nicht psychoaktiver Saft, der durch Kaltpressung aus Nutzhanf gewonnen wird. Er ist die Basis verschiedener Produkte in den Bereichen Nahrungsmittel, Medizin und Kosmetik und wird als spannungslösendes Getränk genossen. Zudem bietet er durch seinen vollmundigen Umami-Geschmack die Möglichkeit, Speisen und Getränke herzhaft zu würzen.
Vor allem dem im Nutzhanf enthaltenen Cannabinoid CBD wird nach aktuellen Studien ein hohes Potential im Bereich von medizinischen Anwendungen zugesprochen.
Durch seinen hohen Anteil an Proteinen bietet Hanfsaft interessante Möglichkeiten als Nahrungsergänzungsmittel. Dies ist auch unter dem Aspekt erheblicher Vorteile im Anbau des Nutzhanf gegenüber anderen Pflanzen zu sehen.

## Beschreibung
Vor der Samenreife kalt gepresster Hanfsaft aus Nutzhanf ist eine Emulsion, deren wesentliche Inhaltsstoffe sich in den Schwebeteilchen des Saftes befinden. Nutzhanf besteht aus Hanfsorten mit einem THC-Anteil von unter 0,2 %, die in der EU als Nahrungsmittel definiert und zugelassen sind.

## Inhaltsstoffe und Eigenschaften

### Inhaltsstoffe
Hanfsaft enthält die meisten in der Pflanze vorkommenden Inhaltsstoffe in natürlicher Form. Der höchste Gehalt an Cannabinoiden und Proteinen findet sich in der Hanfpflanze vor der Samenreife, wenn sie noch grün ist.
Wesentliche Inhaltsstoffe sind neben den Omega-n-Fettsäuren mehr als 100 nachgewiesene Cannabinoide, auf die spezielle Rezeptoren im menschlichen Körper ansprechen (Endocannabinoid-System/Signaltransduktion). Hanf ist die einzige pflanzliche Quelle für Cannabinoide.
Der aus Nutzhanf gepresste Saft enthält viele leicht verdauliche Proteine, insbesondere alle acht für den Menschen essentiellen Aminosäuren, sowie zahlreiche Mineralien, Vitamine und Polyphenole.

### Wirkung
Im rohen Hanfsaft liegen die Cannabinoide in einer anderen chemischen Form vor als im erhitzten Zustand. Durch Erhitzen werden die Cannabinoide aktiviert. Der in Europa zugelassene Hanf bzw. Hanfsaft erzeugt durch seinen niedrigen THC-Anteil von unter 0,2 % selbst im erhitzten Zustand kein „High“.
Gerade die nicht-psychoaktiven Sorten sind oft besonders reich an anderen Cannabinoiden, insbesondere reich an CBD (Cannabidiol). Cannabinoide zeichnen die bewertende Funktion des Frontalhirn-Lappens „weich“ (Signaltransduktion). Insofern hat Hanfsaft eine entspannende und beruhigende Wirkung sowie positive Auswirkungen bei Depression und Angstzuständen. Er bietet entspannende, entkrampfende, angstlösende und entzündungshemmende Effekte und wirkt durch das Cannabidiol gegen Übelkeit.
Zudem besitzt Hanfsaft eine natürliche geschmacksverstärkende Wirkung und eignet sich dadurch als Zusatz zu salzigen und süßen Speisen oder Getränken. So kann der Salz- und Zuckerverbrauch reduziert werden, was der Gesundheitsvorsorge zugutekommt.

### Messverfahren zu den Inhaltsstoffen
Die heutigen Messverfahren zu Cannabinoiden beruhen auf der Extraktion von Flüssigkeit aus der Hanfpflanze. Dazu wurde im Rahmen von Forschungen und Studien der Universität Wuppertal nachgewiesen, dass in den Extrakten maximal 10 % der ursprünglichen Inhaltsstoffe vorhanden sind. Zudem besteht in Extrakten das Risiko gefährlicher Lösungsmittelrückstände.
Für die Messung der Mengen von Cannabinoiden im Hanfsaft gibt es bisher keine direkten Messverfahren. In der EU wird aktuell an der Entwicklung eines einheitlichen Verfahrens gearbeitet. In einem zur Extraktion alternativ angewandten Verfahren wurde der Hanfsaft zunächst gefiltert und zentrifugiert. Im Ergebnis waren alle Spuren von Cannabinoiden verschwunden, allein im ungefilterten Hanfsaft bleiben die Inhaltsstoffe der Hanfpflanze erhalten.

### Geschmack und Farbe
Der Saft der oberen Blattstände ist von intensiv grüner Farbe, pur schmeckt er bitter-hanfig. Der Saft aus den Stängeln und Schäben der Hanfpflanze ist heller und schmeckt süßlich. Hanfsaft besitzt einen vollmundigen Umami-Geschmack, der auf der Vielzahl von Proteinen im Hanf beruht. Bereits in geringer Mischung mit Säften aus Gemüse und Obst verwandelt sich das Bittere in einen frischen, süßen Geschmack. Der vorhandene Fruchtzucker wird durch die Cannabinoide im Geschmack verstärkt.

## Gewinnung

### Ernte und Pressung
Hanfsaft wird durch geschützte industrielle Verfahren direkt nach der Ernte gewonnen. Der obere Teil der Pflanze, also die Blätter und Blütenstände, die bei der Herstellung von industrieller Hanffaser bisher ungenutzt blieben, werden direkt nach der Ernte unter Druck kalt ausgepresst. Durch dieses Verfahren wird ein hochwertiger Teil der Pflanze für den menschlichen Konsum gewonnen, anstatt wie bisher auf dem Feld zu verrotten. Alle Inhalts- und Wirkstoffe bleiben erhalten. Der so gewonnene Saft steht nicht in Konkurrenz zur Gewinnung von Fasern und Schäben.
Je Hektar Fläche werden bei diesem industriellen Verfahren ca. 3 Tonnen Hanfsaft gewonnen. Diese neuen Gewinnungsverfahren ermöglichen eine erheblich größere Wirtschaftlichkeit und Nachhaltigkeit beim Anbau von Nutzhanf. Die Kaltpressung erhält zudem die pflanzlichen Inhaltsstoffe.
Die zwei für die Saftgewinnung gängigen Ernteverfahren, „Kappen“ der oberen Hanfpflanze oder „Strippen“ der Blätter und oberen Blütenstände, ergeben unterschiedliche Mengen von Cannabinoiden im Hanfsaft, sodass bereits die Erntemethode die Qualität beeinflusst.
Zur Saftgewinnung wird ausschließlich der obere, blattreiche Teil der Pflanze geerntet, so dass der Rest für die industrielle Gewinnung von Fasern und Schäben weiterhin nutzbar bleibt. Die „Safternte“ bringt daher einen erheblichen zusätzlichen ökonomischen Nutzen, ohne dabei die „Faserernte“ zu beeinträchtigen. In Klimazonen, in denen Hanfsamen nicht reifen, bspw. in Nordeuropa ist die Saftgewinnung als zusätzliche Nutzungsmöglichkeit der Hanfpflanze von besonderem Vorteil.
Der Trester kann getrocknet oder fermentiert als Viehfutter verwendet werden. Auch die Kaltpressung der Fasern und Schäben bietet eine zusätzliche Nutzungsmöglichkeit der Pflanze. Der Saft aus den Stängeln und Schäben kann in Biogasanlagen verwendet oder fermentiert werden, um Milchsäure zu gewinnen. Die Fasern und Schäben verlieren durch die Pressung nicht ihren Wert für eine industrielle Weiterverarbeitung.

### Saftgehalt
Der Saftgehalt in der Pflanze hängt vom Alter der Pflanze ab. Jungen Pflanzen enthalten mehr Saft als ältere. Am wenigsten Saft erhält man aus Pflanzen nach der Samenreife, dann gehen die Blätter bereits in Seneszenz über. Abhängig von der Art der Saftpresse variiert die Menge des resultierenden Saftes deutlich. Im Durchschnitt können etwa 50 % des Pflanzengewichtes an Saft gewonnen werden.
Das Verhältnis von Wassergehalt und Feststoffgehalt zeigt einen hohen Feststoffgehalt in den Blütenständen und den geringsten Feststoffgehalt in Blattständen mit reifen Samen. Der Feststoffgehalt in den Fasern ist nur halb so hoch und am geringsten in den Schäben. Der relativ hohe Gehalt an Trockenmasse lässt daher auf einen höheren Anteil an festen Komponenten wie Kohlenhydraten, Aminosäuren, Eiweißen, Fetten sowie Cannabinoiden und Polyphenolen schließen.

### Partielle Ernte
Soll eine erhöhte Menge an Hanfspitzen geerntet werden, ist es möglich, bereits einige Wochen nach der Saat über das Feld zu fahren und nur die oberen Triebe zu ernten. Dadurch wird der Seitentrieb gefördert, so dass die Pflanze buschiger nachwächst. Die neu nachgewachsenen Triebe werden später mit den reifen Samen abgeerntet. Auf diese Weise können sowohl Hanfsaft als auch Hanfsamen von demselben Feld gewonnen werden.

### Haltbarkeit

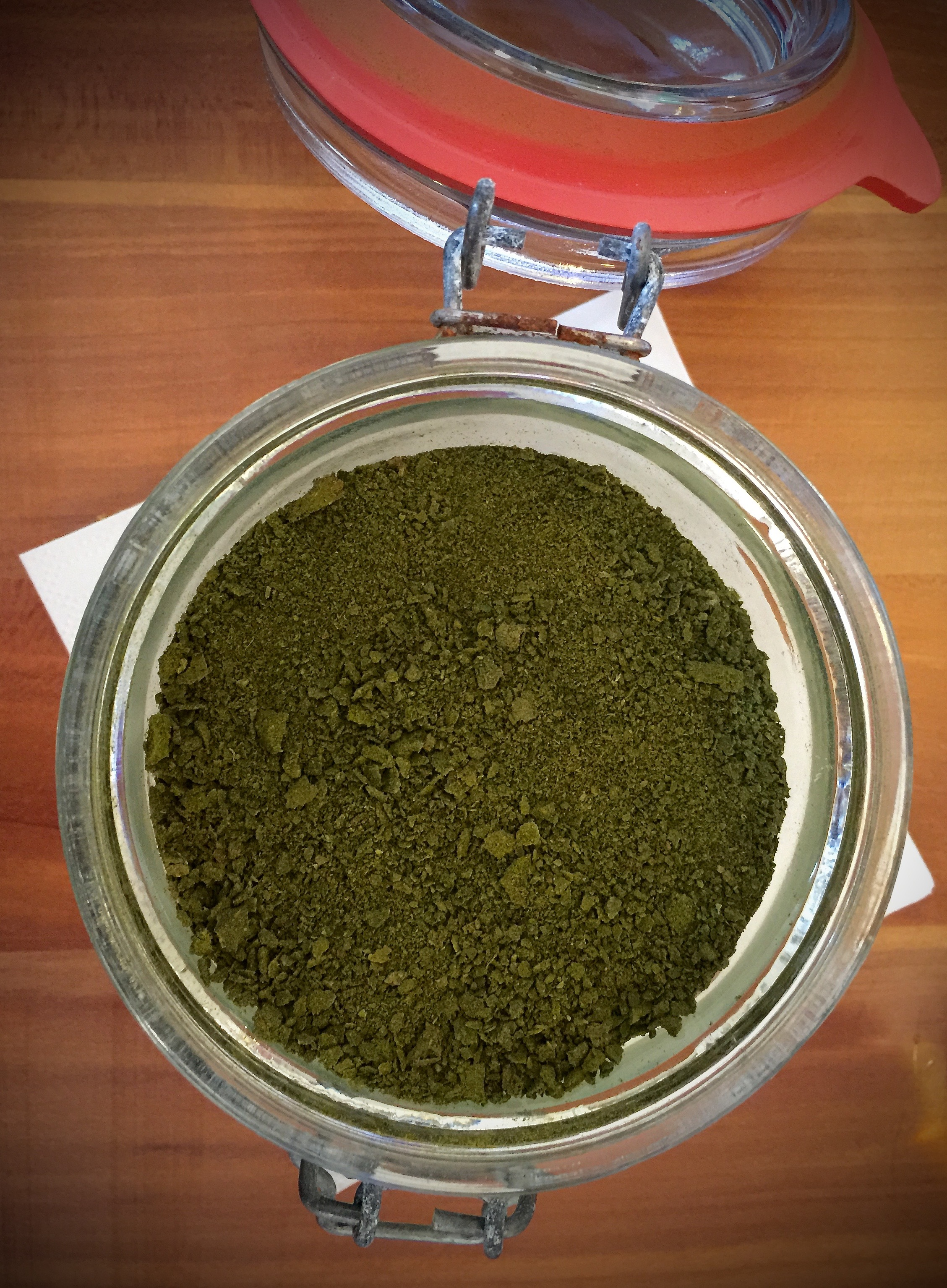
Hanfsaft gefriergetrocknet

Zur Haltbarmachung des frisch gepressten Saftes wird dieser eingefroren, wobei die Qualität des Saftes von der Zeitspanne bis zum Einfrieren abhängt. Ein weiterer Weg der Haltbarmachung stellt die Gefriertrocknung des Saftes dar. Auch durch Pasteurisierung des Saftes und weitere Verarbeitung wird er haltbar gemacht. Durch Erhitzen werden die Cannabinoide von ihren Säureanteilen getrennt und so aktiviert. Eine Fermentierung des Saftes kann durch verschiedene Verfahren erfolgen, bevorzugt durch den Zusatz von Hefen und Zucker.

## Verwendung
Der Saft ist in reiner Form trinkbar, primär dient er als Basis für Getränke und Nahrungsmittel, Gewürze, Nahrungsergänzungsmittel, medizinische Produkte und Kosmetik. Neben dem Saftertrag können die Pressreste ebenfalls als Nahrungsergänzungsmittel verwertet werden.

### Abgrenzungen
Hanfsaft unterscheidet sich klar von anderen flüssigen Produkten aus der Pflanze Hanf. Hanfmilch wird wie Sojamilch aus den Samen der Pflanze hergestellt. Hanföl wird durch Pressung ebenfalls aus den Samen gewonnen. Blätter und Blüten werden zur Herstellung von Hanfbier verwendet. Hanfsaft hingegen wird aus der Pflanze gepresst und als Saft in die Getränkeherstellung eingeführt. Dadurch ist die Wertschöpfung aus der Pflanze höher, denn Inhaltsstoffe und Wasser bleiben erhalten.
Auch bei der Verwendung in Smoothies, wobei die Pflanze mit Früchten und anderen Zutaten im Mixer püriert wird, bleiben alle Inhaltsstoffe und das Pflanzenwasser erhalten.

### Getränke
Der Saft ergibt eine gute Basis für verschiedene alkoholische und nicht-alkoholische Getränke. Er eignet sich durch seine entspannende Wirkung als Basis für Lifestyle-Getränke. Beispiele:
- als helles oder dunkles leichtes, bierähnliches Hanfgetränk ohne Alkohol
- als fermentierter Mix ohne Alkohol (Gemüsesäfte, Obstsäfte)
- als Beimengung zu Obst- und Gemüsesäften zur Optimierung des süßen Geschmacks und zur Erhöhung des Nährwertes sowie zur Verbesserung des Geschmacks (umami)
- als Getränk mit höherem Alkoholgehalt durch Destillation (bspw. Hanfschnaps)
- als Kräuterlikör, Magenbitter durch Zusatz von Alkohol und Zucker
- als Mix mit Alkohol (Cocktails)
- als Brauzutat für Hanfbier

Ein Hanfbier auf der Basis von Hanfsaft benötigt keine Getreidemaische, ist energiereduziert und glutenfrei. Hanf sorgt für den feinen, bitteren Geschmack anstelle des Hopfens, der ebenfalls zur Familie der Hanfgewächse gehört.

### Würzmittel
Hanfsaft ist als Geschmacksverstärker in Speisen, beispielsweise zur Reduktion des Salz- und Zuckergehaltes von Fertigprodukten bei gleichzeitiger Intensivierung des Geschmacks, geeignet. Beispiele:
- Hanfsalz: Der Saft wird hier mit naturbelassenem Speisesalz vermischt und zum Kochen wie auch zum kalten Würzen verwendet. Dadurch werden die Cannabinoide in ihrer natürlichen Form als Cannabinoidsäure sowie in ihrer erhitzten Form (der Säureanteil ist abgespalten) verzehrt. Hanfsalz in seiner Wirkung als natürlicher Geschmacksverstärker kann so helfen, den Salzkonsum zu senken.

- Hanfzucker oder Hanfsirup: Hanfsaft kann in Verbindung mit Obstsäften, Zucker oder süßen Speisen den Konsum von Zucker verringern und den Energiegehalt von Getränken mindern, da Hanfsaft den süßen Geschmack verstärkt.

- Hanfsaft als Umami-Geschmacksbaustein ist geeignet zum Mixen, Kochen, Backen und in Fertigprodukten, in Getränken, Gewürzmischungen, Gebäck, Marmeladen, Suppen (Hanfsuppe) usw.

### Nahrungsergänzung
Die im Saft enthaltenen hochwertigen Cannabinoide, Proteine, Vitamine, Mineralien, Polyphenole und polyunsaturierten Fette sind ideal zur Vermeidung von Mangelerscheinungen und zum Körperaufbau. Genutzt wird Hanf beispielsweise von Sportlern in Form von Proteinpulver. Hanfsaft stellt damit eine natürliche Alternative zum industriell hergestellten Hanfprotein dar. Auch die Ballaststoffe in den Pressresten bieten sich zur Nahrungsergänzung an.

### Medizin (Arzneimittel)
Die Erkenntnisse der traditionellen Medizin werden heute insbesondere in den USA beim medizinischen Cannabis intensiv erforscht. Bei der Verwendung von Cannabis als Arzneimittel stehen die Cannabinoide Tetrahydrocannabinol (THC) und Cannabidiol (CBD) im Forschungs- und Behandlungsmittelpunkt. Die bei der Gewinnung von Hanfsaft verwendeten Cannabissorten mit hohem CBD-Gehalt, wie Cannabis sativa, stärken das parasympathische Nervensystem. Das im Hanfsaft enthaltene Cannabidiol (CBD) hat eine entspannende, entkrampfende, angstlösende und entzündungshemmende Wirkung. Es wird u. a. in der Krebstherapie angewendet.
Hanfsaft kann auch als Beimischung in Cremes oder Gelen zu medizinischen Zwecken wie beispielsweise der Heilung von Ekzemen verwendet werden.
Beispiele zu Hanfsaft in medizinischen Anwendungen:
- als Therapeutikum bei Epilepsie[2][1]
- als Antidepressivum[6]
- als Teil einer Burn-out-Prävention[1]
- als Bestandteil von Heilsalben gegen Ekzeme und Hautirritationen[1]

### Zugabe zu Kosmetikprodukten
Der Saft mit seinem reichen Polyphenol-, Vitamin- und Proteingehalt bietet sich als Bestandteil von Hautcremes an. Als Badezusatz entfaltet Hanfsalz seine lindernde Wirkung bei Neurodermitis.

### Pflegemittel für Leder
Insbesondere die aus dem Verdunstungsprozess aufgefangene Evaporationsflüssigkeit ergibt innerhalb der Verwertungskette einen nutzbaren Flüssigstoff, welcher zum Beispiel für die Lederpflege geeignet ist. Das Material kann damit gereinigt und geschmeidig gehalten werden.